# 마이어 베르프트

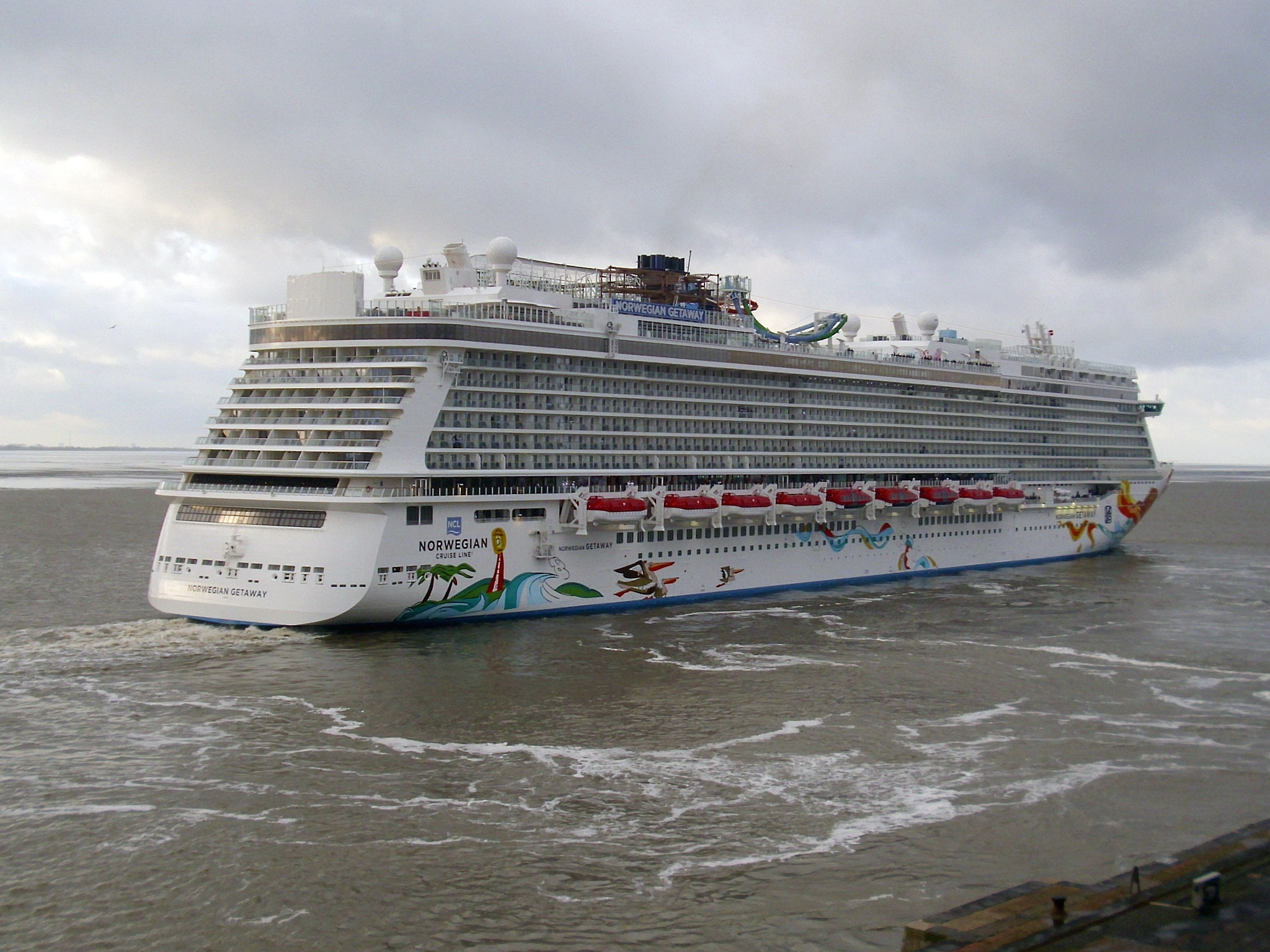
2014년 2월 7일 진수된 만재배수량 146,600톤의 노르위지언 게이트웨이. 승객 4천명, 승무원 1600명이 탑승하는 세계 9번째 초대형 크루즈 여객선이다.

마이어 베르프트(Meyer Werft GmbH)는 독일 파펜부르크에 위치한 독일 최대 조선소 중의 하나이다. 세계 최고의 선박 건조 기술을 가진 조선소 중의 하나로 유명하다. 세계 3대 최고급 크루즈 여객선 건조 회사로 유명하다. 크루즈 여객선은 선박 중에서 가장 고도의 첨단 기술이 요구된다.

## 역사
빌름 롤프 마이어가 1795년 소형 목선을 제작하는 조선소로 설립했다. 현재는 6대 손자인 버나드 마이어가 회장이다.

## 세계 3대 크루즈 여객선 건조 회사
노르웨이의 아커야즈는 유럽 최대의 조선소로, 최근 한국의 STX유럽에 인수되었다. 이탈리아의 핀칸티에리, 독일의 마이어 베르프트가 세계 3대 최고급 크루즈 여객선 제조회사이다.
고도의 안정성이 요구되어, 세계에서 가장 최첨단의 선박 건조기술이 요구되는 것이 상업용 초대형 크루즈 여객선과 군사용 항공모함이다. 유럽연합 최강대국인 독일은 항공우주분야에서는 군사용 ICBM 대신 상업용 우주 발사체를 제작하고, 해양분야에서는 미국의 군사용 초대형 항공모함 보다 더 비싸고 거대한, 상업용 초대형 크루즈 여객선을 건조한다.
한국의 STX유럽은 유럽연합 집행위원회의 엄격한 승인절차를 거쳐, 유럽연합 최대 조선소인 노르웨이의 아커야즈를 인수하였으며, 이로 인해 군사용 항공모함 건조가 가능해졌다고 홍보를 하곤 했다.

## 제품
- 2014년 2월 7일 진수, 노르위지언 게이트웨이, 만재배수량 146,600톤, 승객 4천명, 승무원 1600명, 세계 최대인 만재배수량 10만톤의 미국 항공모함 보다 대형이다.
- 1980년 진수, 에스토니아호, 1994년 침몰, 20세기 최다사망 해양사고